# IPhone
iPhone (МФА: [ˈaɪfoʊn]; «Айфо́н») — линия смартфонов, разработанных корпорацией Apple. Работают под управлением операционной системы iOS, представляющей собой упрощённую и оптимизированную для функционирования на мобильном устройстве версию macOS.
Впервые iPhone 2G был анонсирован Стивом Джобсом на конференции Macworld Expo 9 января 2007 года. Название iPhone образовано от англ. phone (телефон) добавлением буквы i; на презентации Джобс заявил, что это сокращение слова Internet (Интернет), а также сказал, что «эта буква означает для нас и другие вещи» и показал слайд со словами individual, instruct, inform, inspire («личный; обучать; сообщать; вдохновлять»).
В продажу аппарат поступил 29 июня 2007 года вместе с iPhone OS и быстро завоевал существенную часть рынка смартфонов в США. Популярность iPhone OS поддержал вышедший в продажу в сентябре того же года iPod touch, обладавший, однако, заметно урезанной функциональностью по сравнению с iPhone.
10 июня 2008 года на конференции WWDC-2008 была представлена новая модель — iPhone 3G, более совершенная и лишённая многих аппаратных и программных недостатков предшественника, с новой версией iPhone OS 2.0, по более низкой цене с контрактом оператора в США.
Также, iPhone 3G стал первым iPhone, получившим русскую локализацию, и первым, официально продававшимся в России.
В 2008 году iPhone занял второе место в рейтинге наиболее полезных современных технологий по версии издания PC World.
8 июня 2009 года была представлена следующая, третья по счёту, модель телефона — iPhone 3GS, которая является усовершенствованной версией iPhone 3G. iPhone 3GS имеет вдвое больший объём оперативной памяти, увеличенную скорость работы, доступен в конфигурации с 32 ГБ встроенной памяти и оснащён ОС iPhone OS 3.0, устранившей значительную часть программных недостатков предыдущих моделей смартфонов и предоставившей дополнительные функции: копирование и вставка, возможность отправки MMS, Spotlight, Speak Notes, возможность скачивать телешоу, музыкальные видео, фильмы и аудиокниги прямо на iPhone, сервис Find My iPhone, пересылку/удаление SMS и др.
7 июня 2010 года был представлен iPhone 4 с обновлённой операционной системой (iPhone OS в этот день получила новое название — iOS), имеющий ряд значительных преимуществ над предшественниками, включая более мощный центральный процессор Apple A4, ЖК-дисплей с IPS-матрицей с разрешением 640×960 пикселей, 5-мегапиксельную камеру, а также 0,3 Мп камеру для видеосвязи FaceTime.
4 октября 2011 года был представлен iPhone 4s с операционной системой iOS 5. Обновлённый телефон имел позаимствованный от iPad 2 процессор Apple A5, 8-мегапиксельную камеру и гибридную систему связи GSM/CDMA. Также до WWDC 2012 голосовой помощник Siri, пришедший вместо Voice Control, был доступен только в iPhone 4s.
Всего по состоянию на июль 2012 года было продано более 250 млн iPhone.
19 сентября 2012 года компания представила очередное обновление — iPhone 5. Эта модель обрела более «высокий» экран (диагональ экрана 4 дюйма против 3,5 у всех предыдущих), что является самым существенным изменением внешнего вида iPhone с начала его производства, плюс обновлённый разъём Lightning. Также была представлена iOS 6.
10 сентября 2013 года был представлен iPhone 5s. Телефон получил 64-разрядный процессор A7/М7, дактилоскопический датчик. Также был представлен более дешёвый iPhone 5c с корпусом из поликарбоната и без дактилоскопического датчика.
9 сентября 2014 года были представлены iPhone 6 и iPhone 6 Plus с увеличенными усовершенствованными экранами, процессором А8/М8, камерами с системой фокусировки, ускоренной вдвое за счёт специальных пикселей.
9 сентября 2015 года были представлены iPhone 6s и iPhone 6s Plus с процессором A9/M9, экранной технологией 3D Touch и программной технологией Live Photo.
21 марта 2016 года был представлен iPhone SE с процессором A9/M9 и экраном диагональю 4 дюйма. Технические данные нового смартфона практически полностью соответствовали IPhone 6s и iPhone 6s Plus, за исключением поддержки функции 3D Touch. Дизайн iPhone SE был идентичен iPhone 5s. Единственным внешним отличием новой модели от iPhone 5s является надпись «SE» на задней панели. Модельный ряд был расширен за счёт добавления нового цвета корпуса.
В сентябре 2016 года были представлены iPhone 7 и iPhone 7 Plus с процессором A10/M10.
В сентябре 2017 года были представлены iPhone 8, iPhone 8 Plus и iPhone X с процессором A11 Bionic.
В сентябре 2018 года были представлены iPhone XS, iPhone XS Max и iPhone XR с процессором A12 Bionic.
10 сентября 2019 года были представлены iPhone 11, iPhone 11 Pro и iPhone 11 Pro Max с процессорами A13 Bionic.
15 апреля 2020 года был представлен обновленный iPhone SE, получивший актуальный процессор A13 Bionic, и дизайн в стиле iPhone 8.
13 октября 2020 года были представлены iPhone 12, iPhone 12 mini, iPhone 12 Pro, iPhone 12 Pro Max. Получили актуальный процессор A14 Bionic и поддержку сетей пятого поколения (5G).
14 сентября 2021 года были представлены iPhone 13, iPhone 13 mini, iPhone 13 Pro и iPhone 13 Pro Max. Также в новой версии iPhone было обновлено соединение микрофона и материнской платы, что позволило считывать дыхание и сердцебиение (при использование Apple Watch) влияющие на действия с Apple Pay.
8 марта 2022 года был представлен iPhone SE (3-го поколения) с поддержкой 5G-сетей и процессором A15 Bionic.
7 сентября 2022 года были представлены iPhone 14 и iPhone 14 Plus с прошлогодним процессором Apple A15 Bionic, а также были представлены iPhone 14 Pro и iPhone 14 Pro Max на новом чипе Apple A16 Bionic
12 сентября 2023 года были представлены iPhone 15, iPhone 15 Plus, на процессоре Apple A16 и iPhone 15 Pro, и iPhone 15 Pro Max на процессоре Apple A17 Pro, работающие на базе операционной системы iOS 17. В этот же день стартовали предзаказы гаджетов. Смартфоны поступили в продажу 22 сентября 2023 года. Стартовая цена смартфонов от 799$ и 899$ соответственно.

## История
Стив Джобс так рассказывал об истории возникновения iPhone:
| Скажу по секрету. Вообще-то я начал с планшета. У меня появилась идея избавиться от клавиатуры, чтобы можно было печатать прямо на стеклянном мультитач-дисплее. И я поинтересовался у наших ребят, можем ли мы предложить такой стеклянный мультитач-дисплей. На котором можно было бы печатать, просто положить на него руки и печатать. И через шесть месяцев они пригласили меня и показали прототип такого экрана. А я отнёс его одному из наших замечательных парней, которые занимаются пользовательскими интерфейсами. Через несколько недель он позвал меня — у него была готова инерционная прокрутка. Увидев ленту, инерционную прокрутку и пару других вещей, я подумал: «Бог мой, да мы можем сделать из этого телефон!» И отложил проект планшета на полку. Потому что важнее был телефон. Следующие несколько лет мы работали над iPhone. Оригинальный текст (англ.)I’ll actually tell you kind of a secret. I actually started on a tablet first. I had this idea of being able to get rid of the keyboard, type on a multitouch glass display. And I asked our folks could we come up with a multitouch glass display. That I… we can type on it, rest my hands on and actually type on it. And about six months later, they called me in and showed me this prototype display. And I gave it to one of our other really brilliant UI folks. And he called me back few weeks later and he had inertial scrolling working. When I saw the rubber band, inertial scrolling and few the other things, I thought, ‘my God, we can build a phone out of this!’ And I put the tablet project on the shelf. Because the phone was more important. And we went to work the next several years on the iPhone. |

Первый проект телефона носил кодовое название «Purple 1». Параллельно с разработкой первого iPod Стива Джобса не покидала идея создать собственный телефон. Предполагалось что iPod будет служить основой, а фирменное колесо ClickWheel предполагалось использовать для управления системой, но проект не был доведён до конца.
Следующим этапом для Apple стало участие в создании мобильного телефона Motorola ROKR, вышедшего на рынок в сентябре 2005 года. Устройство позиционировалось как плеер, тесно интегрированный с проигрывателем iTunes. Интерфейс плеера в телефоне был создан Apple и напоминал интерфейс iPod. Однако ввиду неудачного дизайна и слабой функциональности телефон так и не получил широкого распространения и даже был назван провалом года.
Несмотря на отсутствие успеха Motorola ROKR, уже в феврале 2005 года Стив Джобс начал переговоры о двухстороннем партнёрстве с сотовым оператором Cingular, заявив, что его компания способна и намеревается представить собственное устройство. Разработка iPhone проходила в обстановке строгой секретности. Инженеры, работавшие над различными частями (программной и аппаратной) продукта, не имели возможности общаться друг с другом. Для переговоров с Cingular представители Apple регистрировались под видом сотрудников партнёрской компании Infineon. Проект имел внутреннее название «Purple 2».
После выхода 18 декабря 2006 года одноимённого VoIP-телефона компании Cisco многие посчитали, что мобильный телефон Apple так и не будет создан. В это время инженеры Apple продолжали работать, надеясь выпустить телефон или хотя бы работающий прототип к заданному сроку.

### Название
Успех, сопутствовавший плеерам iPod и другим продуктам с приставкой «i», побудил маркетинговый отдел и руководство компании к её использованию и в названии телефона — «iPhone». Однако это вызвало ряд сложностей.
Торговая марка «iPhone» была зарегистрирована 20 марта 1996 года компанией Infogear, которая была приобретена компанией Cisco Systems 16 марта 2000 года вместе с правами на эту марку. 18 декабря 2006 года Cisco выпустила линейку VoIP-телефонов «Linksys iPhone WIP».
После объявления 9 января 2007 года о выпуске Apple мобильного телефона с названием «iPhone» компания Cisco подала в суд на Apple за неправомерное использование торговой марки. 21 февраля 2007 года компании достигли соглашения о совместном использовании торговой марки «iPhone», детали которого не разглашались.

### iPhone первого поколения
iPhone первого поколения был представлен на выставке Macworld 9 января 2007 года, а 30 июня того же года появился в магазинах. Он имел алюминиевую заднюю панель и небольшую пластиковую крышку в нижней части аппарата, закрывавшую антенны GSM-приёмника и Wi-Fi/Bluetooth.
Новый смартфон, как и предполагалось, объединил в себе все возможности телефона, музыкального плеера и карманного компьютера. Однако он обладал и рядом недостатков. Один из наиболее существенных, вызвавший наибольшую критику, — отсутствие поддержки 3G, приведшее к необходимости использования для доступа в Интернет существенно менее скоростной технологии EDGE. Важность поддержки 3G для устройства, позиционируемого как интернет-коммуникатор, привела к тому, что именно этот аспект вызвал наибольшее количество фантазий относительно времени появления данной технологии в iPhone. По безопасности iPhone уступал коммуникаторам BlackBerry и поэтому не получил распространения в корпоративном сегменте. Первый iPhone официально не поддерживал сервис коротких мультимедийных сообщений MMS из-за его низкой популярности, но умельцы научились и сделали приложение для передачи MMS, которое неофициально можно было установить в iPhone.
Цена iPhone в момент начала продаж составляла 499 долларов за модель с 4 ГБ и 599 долларов за модель с 8 ГБ встроенной памяти. Также позже вышла модель с 16 ГБ.

### iPhone 3G
Второе поколение мультимедийных устройств Apple было анонсировано на конференции разработчиков WWDC 2008, новая модель получила название «iPhone 3G».
Помимо поддержки сетей третьего поколения, iPhone 3G получил поддержку GPS и A-GPS при использовании Google Maps (то есть только через Интернет) и оснащался новой версией операционной системы — iPhone OS 2.0. Дизайн устройства был модифицирован: металлическая задняя крышка заменена на пластиковую панель (чёрного или белого цвета) отличной от прежней формы. Была снижена цена с контрактом оператора до 199 долларов за модель с 8 ГБ, и до 299 долларов — с 16 ГБ встроенной памяти. Сфера распространения iPhone расширилась до 70 стран в течение нескольких месяцев. Также iPhone 3G стал первым iPhone, который официально продавался в РФ.

### iPhone 3GS
Является третьим поколением мультимедийных устройств Apple. Был представлен 8 июня 2009 года на конференции WWDC. По заявлениям Apple, новинка обеспечивает примерно вдвое более высокую скорость работы некоторых приложений (буква S — сокращение англ. «Speed», «скорость».) Телефон оснащён новыми аккумулятором и процессором, 3-мегапиксельной камерой с автофокусом и поддержкой записи VGA-видео с частотой 30 кадров в секунду, цифровым компасом, обеспечивает аппаратное шифрование данных для защиты пользовательских данных, имеет функцию голосового управления и поставляется также в конфигурации с 32 GB встроенной памяти. С выходом iPhone 4 модели iPhone 3GS с 16 и 32 ГБ встроенной памяти были сняты с производства и были заменены на модель с 8 ГБ встроенной памяти.
Заявленная цена iPhone с двухлетним контрактом от AT&T в момент начала продаж составляла 199 долларов за модель с 16 ГБ и 299 долларов за модель с 32 ГБ встроенной памяти.
В России первыми продавать iPhone 3GS начали торговые сети restore: и Z-Store, старт продаж в магазинах этих сетей состоялся 5 марта 2010 года (ровно в 00:01 часов).
Спустя 4 года после выпуска Apple окончательно перестала поддерживать iPhone 3GS: iOS 7 на нём не запустится.

### iPhone 4

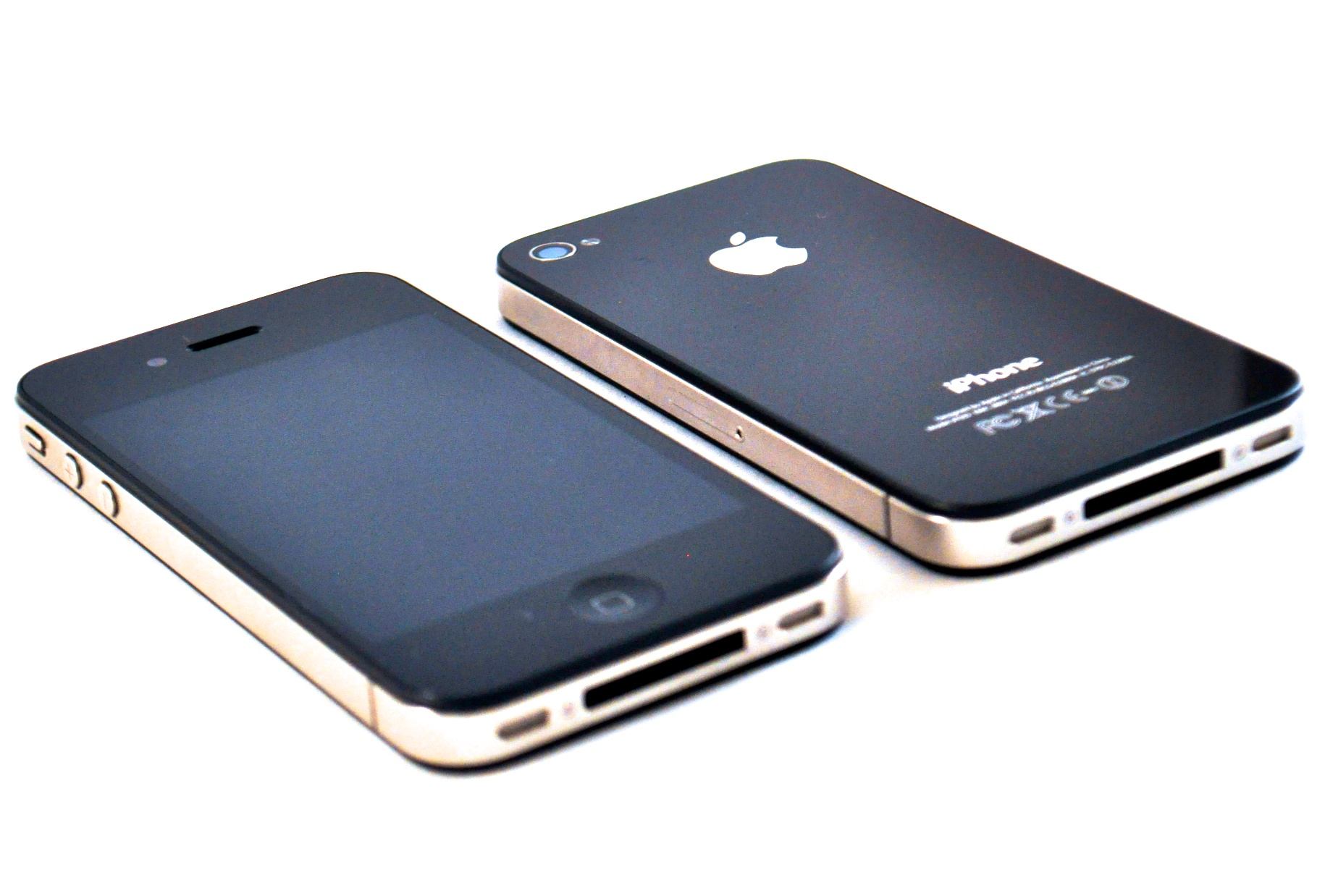
iPhone 4

Данная модель получила название iPhone 4, без буквы «G», вероятно, из-за отсутствия поддержки сетей четвёртого поколения (4G). iPhone 4 был представлен Стивом Джобсом на ежегодной конференции WWDC 7 июня 2010 года. Цена iPhone 4 с двухлетним контрактом от AT&T в момент начала продаж составила 199 долларов за модель с 16 ГБ и 299 долларов за модель с 32 ГБ встроенной памяти. 11 января 2011 года Apple представила iPhone 4 для оператора Verizon — первую модель iPhone, работающую в сетях CDMA. 14 июня 2011 года Apple официально начинает продажи «разлоченных» (работающих с любым оператором) GSM iPhone 4. 13 сентября 2016 года компания Apple прекратила техническую поддержку устройства.

#### Технические характеристики
Основные нововведения:
- Экран с технологией Retina с IPS-матрицей и разрешением 960×640 (326 пикселей на дюйм) при сохранении диагонали (3,5″)[38], что в 4 раза больше, чем у iPhone прошлых поколений, динамическая контрастность экрана — 800:1, что также в 4 раза лучше, чем у прошлых поколений.[38]
- 5-мегапиксельная камера, выполненная по технологии с «обратной засветкой». Оснащена автофокусом, пятикратным цифровым приближением, LED-вспышкой и позволяет выполнять запись HD-видео в формате 720p с частотой 30 кадров в секунду. Начиная с iOS версии 4.1 смартфон получил возможность снимать HDR-фотографии.
- Окантовка из специальной стали разделена на три секции, выполняющих функцию антенн: одна для Bluetooth, Wi-Fi и GPS, две другие (вместе) — для модуля UMTS и GSM;[39]
- Передняя и задняя панели выполнены из алюмосиликатного стекла, на которое нанесено жироотталкивающее покрытие;[40]
- В качестве центрального процессора iPhone 4 используется Apple A4[38], то есть тот же, что и на iPad
- Поддерживается стандарт Wi-Fi 802.11n со скоростью передачи данных до 300 Мбит/с (только 2,4 ГГц)[41];
- Появился дополнительный пространственный датчик — гироскоп;[42]
- Новая операционная система — iPhone OS 4.0, переименованная в день анонса iPhone 4 в iOS 4[43] (поддерживается также версия iOS 7.1.2);

Также Apple организовала более совершенную поддержку корпоративных клиентов, использующих iPhone 4. По мнению Стива Джобса, это обеспечит более надёжную защиту данных.

#### Продажи
В течение первых недель, по данным Apple, на 16 июля 2010 года было продано более 3 млн iPhone четвёртого поколения.
В списке лучших телефонов 2010 года, по версии Mobile-review.com, в каждой из номинаций «Бестселлер» и «Имидж», IPhone 4 занял первое место.

#### Критика
Некоторые обладатели iPhone 4 жаловались на дефекты экрана, хрупкий корпус и низкое качество приёма сигнала. Проблемы, связанные с перебоями и обрывом связи при захвате смартфона iPhone 4 левой рукой, решались при помощи чехла, благодаря которому замыкание антенн становилось невозможным. Также данную проблему разработчики пытались устранить программным путём. Несмотря на быстро распространяющиеся негативные отзывы о новом смартфоне, в Интернете появились видеообзоры, авторы которых показали реальную ситуацию с уровнем сигнала — для того, чтобы уровень сигнала упал вдвое, было необходимо очень сильно захватить смартфон, а не просто взять его в руку, как об этом говорили авторы жалоб в Интернете. На внеочередной конференции Apple Стив Джобс сообщил о выходе новой версии операционной системы iOS 4.0.1, которая практически сводит данную проблему на нет. Для полного решения проблемы Apple предложило воспользоваться изоляционными «бамперами», которые раздавались пользователям бесплатно, а тем, кто уже потратил на них 30 долларов, деньги были возвращены. Также Стив Джобс осветил реальные масштабы проблемы — лишь 0,55 % пользователей нового iPhone обратились в службу поддержки с проблемами плохого уровня сигнала.
В iPhone 4, как и в предыдущих моделях, не реализован ряд функций, имеющихся в телефонах других производителей, таких как «чёрный список» и возможность изменения пользовательского интерфейса.

#### В России
Обладателем iPhone 4 за день до начала официальных продаж стал Дмитрий Медведев, на тот момент президент России.
На следующий день после официальной презентации компания «ВымпелКом» (торговая марка «Билайн») официально объявила о намерении начать российские продажи iPhone 4 уже в сентябре 2010 года. К продажам смартфона iPhone 4 также проявили интерес «МТС» и «МегаФон».

### iPhone 4s

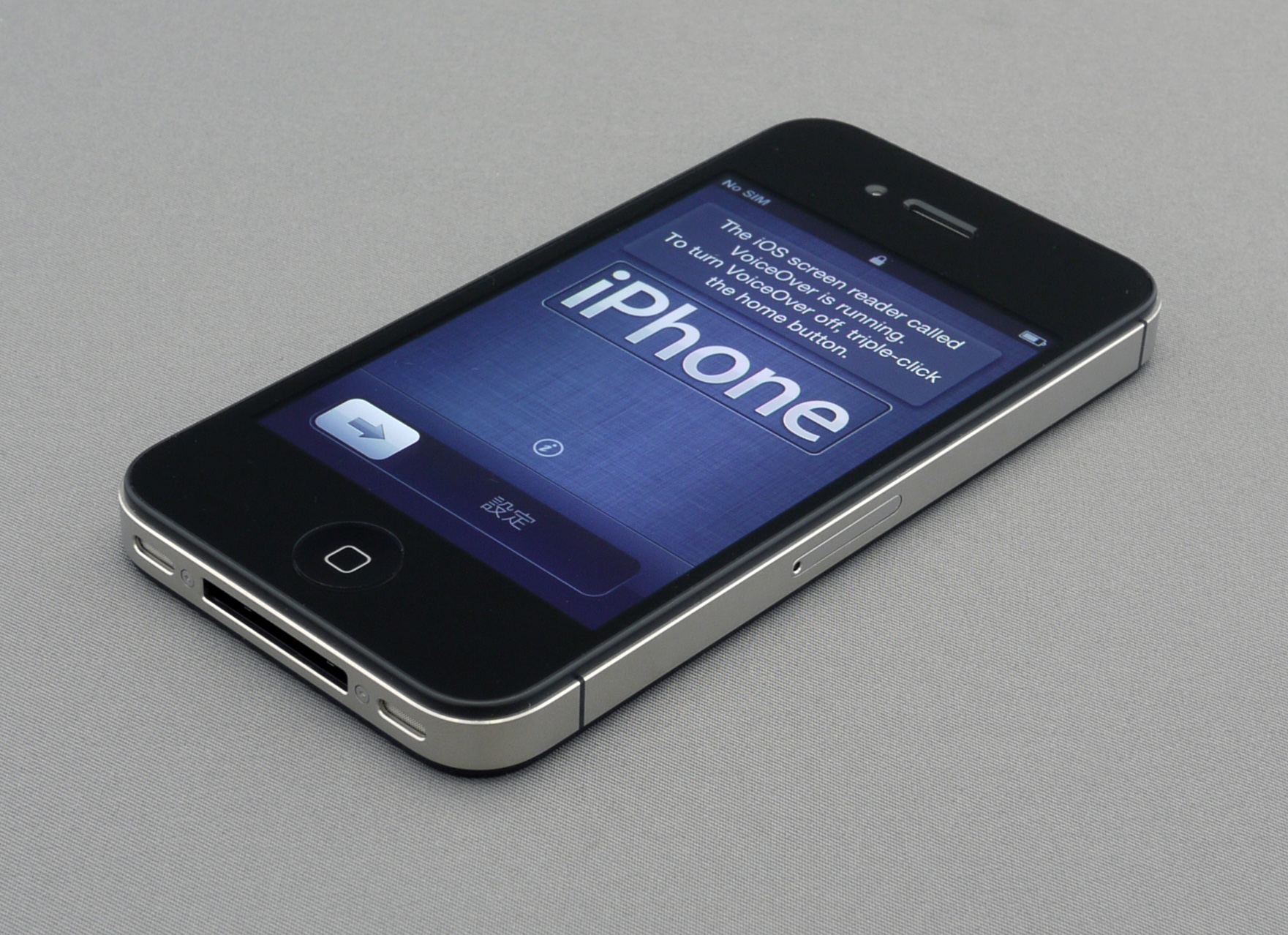
iPhone 4s

4 октября 2011 года в 10 часов по тихоокеанскому времени в штаб-квартире компании Apple в Купертино началось мероприятие «Let’s Talk iPhone», на котором была представлена новая модель iPhone — 4s («s» значит Siri, а не «speed», как в случае с 3GS). Вместо привычного публике Стива Джобса смартфон представил Тим Кук, его преемник на посту генерального директора Apple (Стив Джобс скончался на следующий день после презентации, 5 октября 2011 года).
Основные нововведения:
- Двухъядерный микропроцессор Apple A5 с тактовой частотой 1 ГГц (программно занижена до 800 МГц)
- Улучшенная 8-мп камера с поддержкой записи Full HD-видео 1080p
- Виртуальный помощник Siri
- Обновлённая операционная система iOS 5 (поддерживается также актуальная версия iOS 9.3.6)
- Добавлена поддержка ГЛОНАСС
- Bluetooth версии 4.0
- Оперативная память — 512 МБ

### iPhone 5
12 сентября 2012 года в Сан-Франциско, Калифорния, был представлен iPhone шестого поколения — iPhone 5.

#### Основные нововведения
- Увеличенный 4-дюймовый экран (против 3,5 дюйма у старых моделей)
- Двухъядерный микропроцессор Apple A6 с тактовой частотой 1,3 ГГц
- Увеличенный до 1 ГБ объём ОЗУ
- Обновлённая операционная система iOS 6
- Поддержка сим-карт стандарта «nano-SIM»
- Новый док-коннектор Lightning
- Поддержка LTE-сетей 4G

#### Критика
С начала продаж iPhone 5, которые одновременно сопровождались выходом в свет новой версии iOS с индексом 6.0, пользователями были выявлены следующие незначительные проблемы:
- Проблемы с дисплеем. Практически сразу после начала продаж от некоторых пользователей стали поступать жалобы на мерцание. Пользователи также жаловались на наличие так называемого «эффекта пузырька», при котором изображение на дисплее деформируется от прикосновений[57].
- Пятна на фотографиях. На некоторых фотографиях проявляется эффект фиолетового ореола рядом с яркими источниками света в тёмном помещении. По словам пользователей, это, возможно, связано с сапфировым стеклом, которое применяется для защиты линзы камеры от повреждений[58][59].
- Проблемы покрытия. Алюминиевый корпус подвержен царапинам и сколам, в частности, с углов и боковых граней устройства стирается напыление. С такой проблемой столкнулись пользователи, купившие устройство из самых первых партий в чёрном цвете, у белого iPhone 5 эта проблема отсутствует.
- Быстрый разряд батареи. По утверждениям некоторых пользователей, батарея смартфона теряла 10—15 % заряда в течение часа при нахождении в спящем режиме. Скорее всего, данная проблема связана с новой версией операционной системы iOS 6 и была решена в следующих обновлениях iOS.

### iPhone 5c
Представлен 10 сентября 2013 года. Выполнен в пяти цветовых решениях (синий, зелёный, розовый, жёлтый и белый). Работает на операционной системе iOS 7, содержит процессор Apple A6 и в целом близок по аппаратным возможностям к iPhone 5. Корпус телефона сделан из поликарбоната (в более дорогом iPhone 5s используются алюминий и стекло). Суффикс «c» означает англ. color — «цвет».

### iPhone 5s
Представлен 10 сентября 2013 года.
Основные нововведения:
- Обновлённая операционная система iOS 7
- Обновлённый 64-разрядный процессор Apple A7
- Добавлен сопроцессор Apple M7
- Добавлен сканер отпечатков пальцев Touch ID
- Добавлены новые варианты цветового оформления корпуса: «космический серый» и золотой, а традиционный чёрный убран
- Улучшена задняя и передняя камеры (задняя — 8 Мп, передняя — 1,2 Мп), добавлены запись видео с частотой 120 кадров в секунду, режим мультисъёмки
- Расширенный диапазон LTE-частот, в том числе и российские
- Siri вышла из статуса бета-тестирования и научилась ещё нескольким возможностям, например изменять яркость

В отличие от iPhone 3GS и iPhone 4s, суффикс «s» в iPhone 5s означает security (безопасность), то есть наличие Touch ID.

### iPhone 6 и iPhone 6 Plus

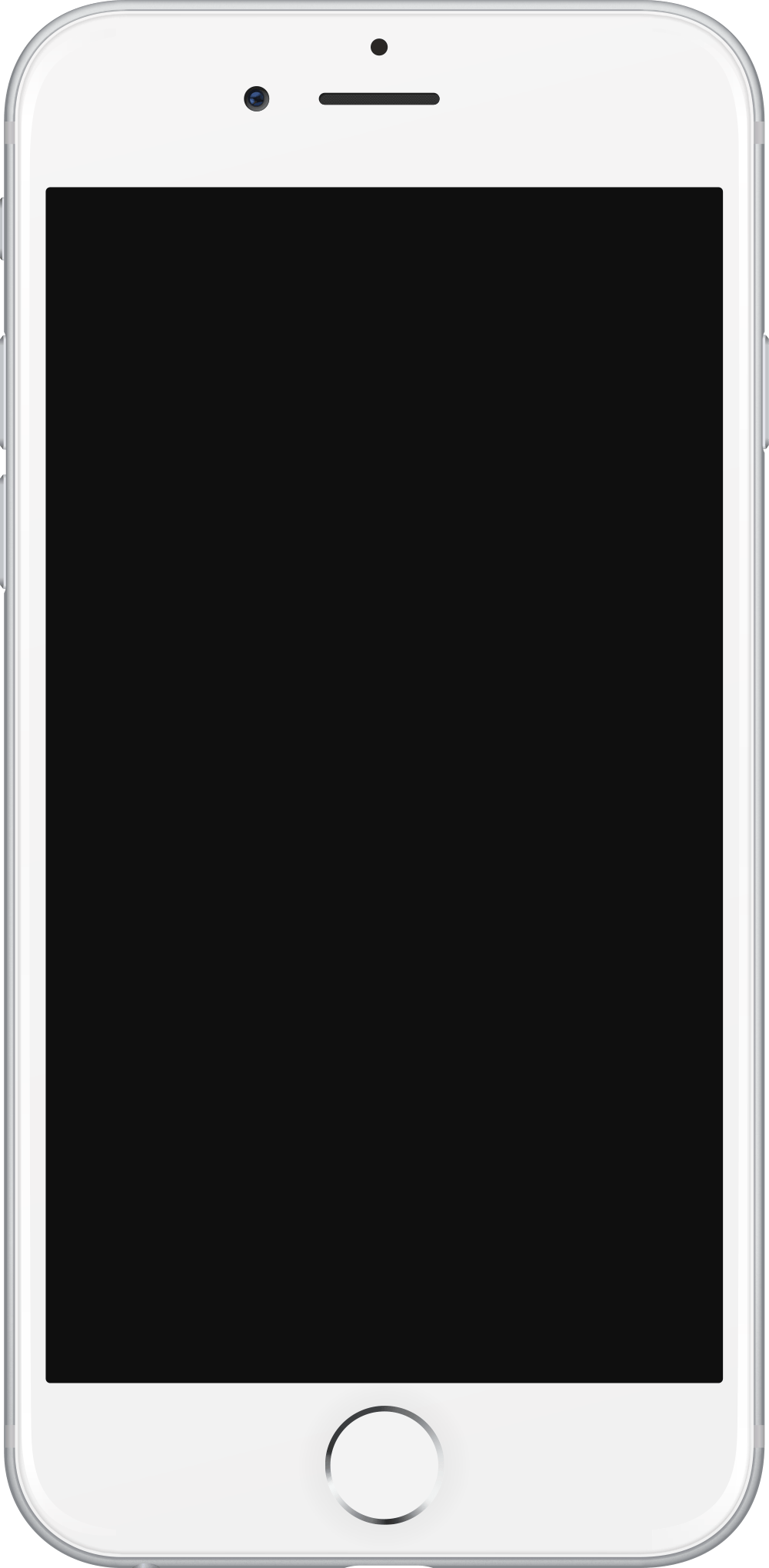
iPhone 6 в серебристом цветовом оформлении

Представлены 9 сентября 2014 года.

#### Основные нововведения
- Значительно увеличена диагональ экрана — до 4,7 дюйма у iPhone 6 и до 5,5 дюйма у iPhone 6 Plus
- Обновлённая операционная система iOS 8
- Обновлённый 64-разрядный процессор Apple A8
- Обновлённый сопроцессор Apple M8
- Улучшенная задняя камера
- Добавлен модуль NFC и возможность оплаты покупок с помощью программы Apple Pay

### iPhone 6s и iPhone 6s Plus
Представлены 9 сентября 2015 года.
Основные нововведения:

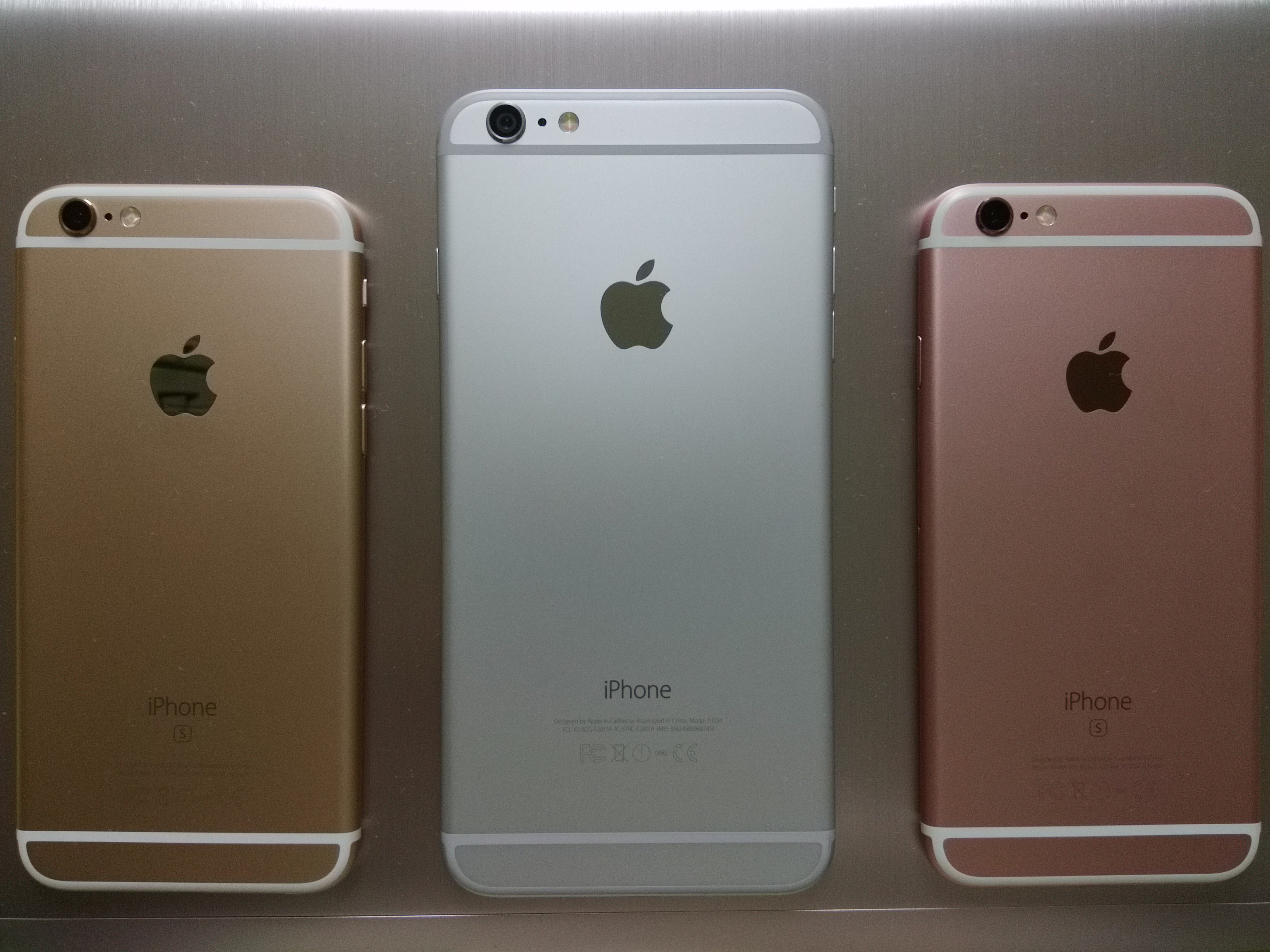
iPhone 6s и iPhone 6s Plus

- Объём оперативной памяти повышен до 2 ГБ
- Система распознавания силы нажатия на экран 3D Touch, аналогично Apple Watch
- Обновлённый процессор Apple A9
- Обновлённый сопроцессор Apple M9
- Улучшенная основная камера, которая получила разрешение 12 Мп
- Улучшенная фронтальная камера, которая получила разрешение 5 Мп
- Обновлённый Touch ID 2 с ещё более быстрой авторизацией
- Обновлённая система iOS 9
- Множество новых программных возможностей
- В отличие от iPhone 3GS, iPhone 4s и iPhone 5s, в названиях моделей iPhone 6s и iPhone 6s Plus суффикс «s» означает strong (с англ. — «прочный») в связи с использованием алюминиевого сплава 7000-й серии[англ.] для производства корпуса смартфона

### iPhone SE
Представлен 21 марта 2016 года. SE в названии означает «Special Edition». В отличие от схожего iPhone 5s, имеет более качественный корпус из анодированного алюминия и обновлённую аппаратную платформу.
Основные нововведения:
- «Начинка» от iPhone 6s.
- Дизайн от iPhone 5s и новый вариант цветового оформления «розовое золото».

### iPhone 7 и iPhone 7 Plus
Представлены 7 сентября 2016 года и получили процессор A10 Fusion и сопроцессор М10.
Основные нововведения:
- Отсутствие аудиоразъёма 3,5 мм (мини-джек). Для подключения наушников предлагается разъём Lightning, переходник с Lightning на TRS 3,5 мм, или беспроводные наушники (в частности, Apple AirPods).
- Использование стереодинамиков по бокам (внизу и вверху).
- Отказ от 16- и 64-гигабайтных версий.
- Влаго- и пылезащита по стандарту IP67[61].

### iPhone 8, iPhone 8 Plus и iPhone X
Представлены 12 сентября 2017 года и получили процессор Apple A11 Bionic и сопроцессор М11.
- Главными нововведениями «десятки» являются отсутствие кнопки Home в нижней части экрана (он теперь безрамочный), вертикальная двойная камера, OLED-дисплей с увеличенной до 5,8 дюйма диагональю и новая технология блокировки, которая получила название Face ID[63].
- iPhone 8/8 Plus отличаются от своих предшественников (iPhone 7 и iPhone 7 Plus) изменением в материалах корпуса (задняя панель теперь из стекла) и новым процессором А11[64].

### iPhone Xs, iPhone Xs Max и iPhone XR
Представлены 12 сентября 2018 года.
Получили обновлённый процессор Apple А12 Bionic и сопроцессор М12. iPhone XS и XS Max получили OLED-дисплей с технологией HDR.
В iPhone XR используется ЖК-дисплей Liquid Retina с диагональю 6,1 дюйма.
iPhone XS внешне схож с iPhone X, а iPhone XS Max его увеличенная копия.
Главными нововведениями являются:
- Обновлённый процессор.
- Увеличенная диагональ (только для iPhone XS Max).
- Вариант с увеличенной памятью (до 512 гигабайт).
- Новые цветовые оформления (золотой для iPhone XS и iPhone XS Max; белый, синий, коралловый, чёрный, жёлтый — для iPhone XR).
- Возможность подключения двух сим-карт, одна из которых физическая, вторая — виртуальная (eSIM). На рынке Китая, Гонконга, и Макао распространяется версия с двумя физическими сим-картами.

### iPhone 11, iPhone 11 Pro и iPhone 11 Pro Max
Представлены 10 сентября 2019 года.
Основные нововведения:
- Процессор A13 Bionic
- Ультра-широкоугольный объектив камеры.
- Поддержка ночного режима съёмки.

### iPhone SE (2-го поколения)
Представлен 15 апреля 2020 года.
Выполнен в крайне схожем дизайне с iPhone 8, получил актуальный процессор A13 Bionic и дисплей с диагональю 4,7 дюйма.

### iPhone 12, iPhone 12 mini, iPhone 12 Pro, iPhone 12 Pro Max
Представлены 13 октября 2020 года.
Получили актуальный процессор A14 Bionic и поддержку сетей пятого поколения (5G).
Была представлена уменьшенная версия iPhone 12 — iPhone 12 mini, сохранившая все основные характеристики базовой модели в более компактном корпусе, с диагональю экрана 5,4 дюйма и весом в 133 грамма.

### iPhone 13, iPhone 13 mini, iPhone 13 Pro и iPhone 13 Pro Max
Представлены 14 сентября 2021 года.
Получили актуальный процессор A15 Bionic, экран 120 Гц (в iPhone 13 Pro и iPhone 13 Pro Max) и улучшенный аккумулятор.
Была представлена уменьшенная версия iPhone 13 — iPhone 13 mini, сохранившая все основные характеристики базовой модели в более компактном корпусе, с диагональю экрана 5,4 дюйма и весом в 140 грамм.

### iPhone 14, iPhone 14 Plus, iPhone 14 Pro и iPhone 14 Pro Max
Представлены 7 сентября 2022 года.
Получили актуальный процессор A16 Bionic (iPhone 14 Pro и iPhone 14 Pro Max)
Был переработан дизайн передней части устройства, на месте чёлки располагается Dynamic Island — предназначен для предоставления полезной информации, такой как уведомления аппаратного и системного уровня, данные о воспроизведении мультимедиа и так далее (iPhone 14 Pro и iPhone 14 Pro Max)
Новый 48-мегапиксельный сенсор камеры (iPhone 14 Pro и iPhone 14 Pro Max)
Была представлена увеличенная версия iPhone 14 — iPhone 14 Plus
Изначально установлена операционная система IOS 16.

### iPhone 15, iPhone 15 Plus, iPhone 15 Pro и iPhone 15 Pro Max
Представлены 12 сентября 2023 года.

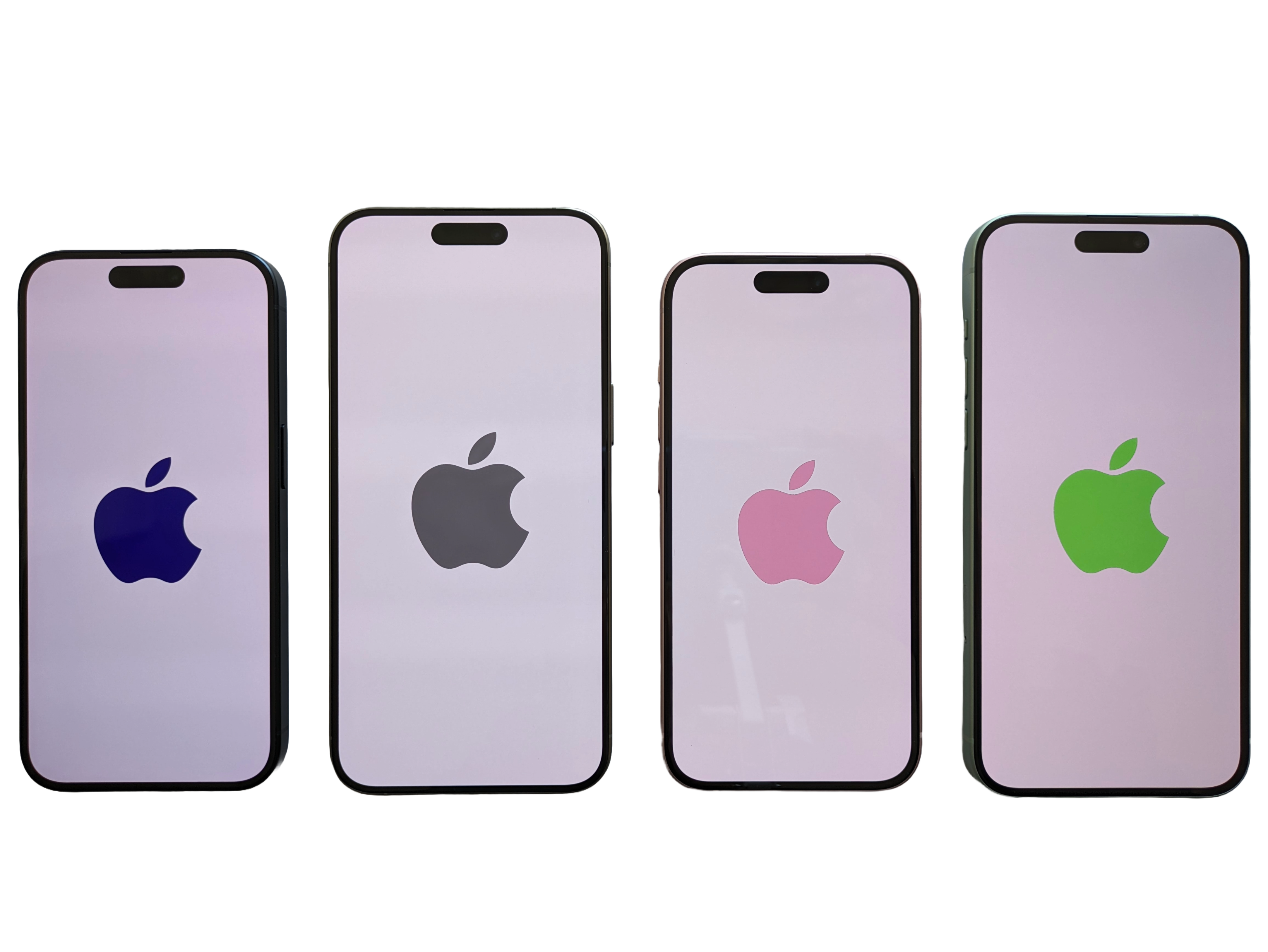
iPhone 15 и iPhone 15 Pro

Получили актуальный процессор Apple A17 Pro (iPhone 15 Pro и iPhone 15 Pro Max)
iPhone 15 Pro и iPhone 15 Pro Max используют USB-C со скоростью передачи данных USB 3.2 (в среднем до 20 Гбит/с / 10 Гбит/с), что является улучшением по сравнению с базовыми моделями iPhone 15 и iPhone 15 Plus, которые поддерживают только скорость передачи данных USB 3.1 (в среднем до 10 Гбит/с / 1,25 Гбит/с).
В линейке iPhone 15 будет доступно 5 цветов: чёрная, белая, зелёная, жёлтая и розовая. Цвета выбраны из нежной бледной палитры.
iPhone 15 Pro и iPhone 15 Pro Max будут доступны в корпусах из натурального титана, синего титана, белого титана и чёрного титана.

## Основные функции

### Телефон

#### Звонки иголосовая почта
iPhone позволяет совершать звонки, устанавливать конференц-связь, в том числе объединять звонки в процессе разговора. Одной из особенностей iPhone является визуальная голосовая почта, позволяющая управлять голосовыми сообщениями прямо в интерфейсе телефона. Такая функция стала возможной благодаря тому, что сотовые операторы-партнёры Apple (AT&T, T-Mobile, O2, Orange, TeliaSonera) адаптировали соответствующим образом свой интерфейс голосовой почты. Компания Klausner Technologies подала в суд на Apple за нарушение двух патентов, связанных с голосовой почтой.

#### FaceTime
На конференции WWDC 2010 Стив Джобс представил новую функцию «FaceTime», вызвав Джонатана Айва на WWDC для наглядного примера. FaceTime позволяет совершать видеозвонки на iPhone 4 и новее, iPad 2 и новее, iPod touch 3-го поколения и новее. Начиная с iOS 6, iPhone 5, iPad (3-го и 4-го поколений), iPod touch (5-го поколения) и iPad mini получили возможность видеозвонков по 3G.

### SMSиMMS
Функция SMS реализована в виде диалога (чата). При обмене сообщениями через iMessage можно включить оповещения о доставке и прочтении, а также уведомление о наборе текста собеседником (в iOS 5 обмен мгновенными сообщениями через iMessage автоматически используется вместо SMS/MMS в том случае, если оба абонента общаются с iOS-устройств — iPhone, iPad или iPod). Встроенный акселерометр позволяет менять ориентацию экрана с «книжной» на «альбомную», благодаря чему увеличиваются размеры экранной клавиатуры и упрощается набор сообщения. Шаблоны SMS отсутствуют, однако в iOS 5 появилась функция ускоренного набора при помощи задаваемых пользователем буквосочетаний. Например, «СБ» может автоматически заменяться на «Скоро буду!». Имеется возможность рассылки сообщений сразу нескольким пользователям. Пересылка и удаление сообщений возможны начиная с iPhone OS 3.0.
В той же версии ОС появилась поддержка MMS для iPhone 3G и более поздних модификаций.

### Bluetooth
Компанией Apple заявлена поддержка Bluetooth v2.0 для iPhone первого и второго поколения, v2.1 для третьего и четвёртого, и 4.0 для iPhone 4s. Изначально Bluetooth можно использовать только для подключения беспроводной гарнитуры, но с помощью сторонних программ, например, iBlueNova (для установки требуется джейлбрейк устройства), возможен обмен файлами с любыми другими устройствами. До появления iPhone OS 3.0 отсутствовал профиль A2DP, необходимый для подключения беспроводной стереогарнитуры. iPhone первого поколения с выходом новой операционной системы так и не получил поддержку A2DP, однако эту функцию можно активировать с помощью программы A2DP Enabler (как и в случае с iBlueNova, требуется джейлбрейк).

### Мелодии звонка
В отличие от смартфонов и коммуникаторов на Android, Symbian и Windows Mobile, на iPhone не предусмотрена установка в качестве мелодий звонка музыки из файловой системы аппарата. Мелодии звонка получили название «рингтоны», их можно создать при помощи программы iTunes из любых композиций — как купленных в iTunes Store, так и из собственной медиатеки. Рингтон представляет собой файл в формате *.m4r длительностью не более 30 секунд (в iOS 5.0 — до 40 секунд). Адресная книга iPhone позволяет назначать индивидуальный рингтон для каждого абонента. Для SMS предусмотрен выбор из 17 новых рингтонов (начиная с версии 4.2.1), также появилась возможность использовать индивидуальный рингтон для каждого контакта и устанавливать свой рингтон.

### Экран
Экран iPhone представляет собой сборку из двух компонентов: устройства отображения информации (дисплея) и размещённого над ним устройства ввода (сенсорного экрана), выполненного по проекционно-ёмкостной технологии. Экран iPhone 3GS и iPhone 4 покрыт специальным олеофобным (жироотталкивающим) покрытием, которое обеспечивает ему защиту от пятен. Поддерживаются горизонтальная и вертикальная ориентации с автоматическим переключением между ними.
Экран iPhone 4 обладает более высоким, чем у своих предшественников, разрешением — 326 точек на дюйм (640×960) и выполнен по технологии IPS, которая обеспечивает качественную цветопередачу и большие углы обзора, а также позволяет снизить энергопотребление дисплея. Изначально компания Apple планировала использовать технологию AMOLED, однако позже от этой идеи отказалась, поскольку производственные мощности её партнёров (в частности, Samsung Mobile Display (SMD), с которой проводились соответствующие переговоры) оказались недостаточными для обеспечения необходимого объёма поставок; помимо этого, такие дисплеи из-за особенностей применяемой Samsung технологии менее пригодны для отображения, например, текста.
iPhone 6 получил экран несколько увеличенного размера — 4,7 дюйма, а 6 Plus — 5,5 дюйма.

### Музыка,фотоивидео

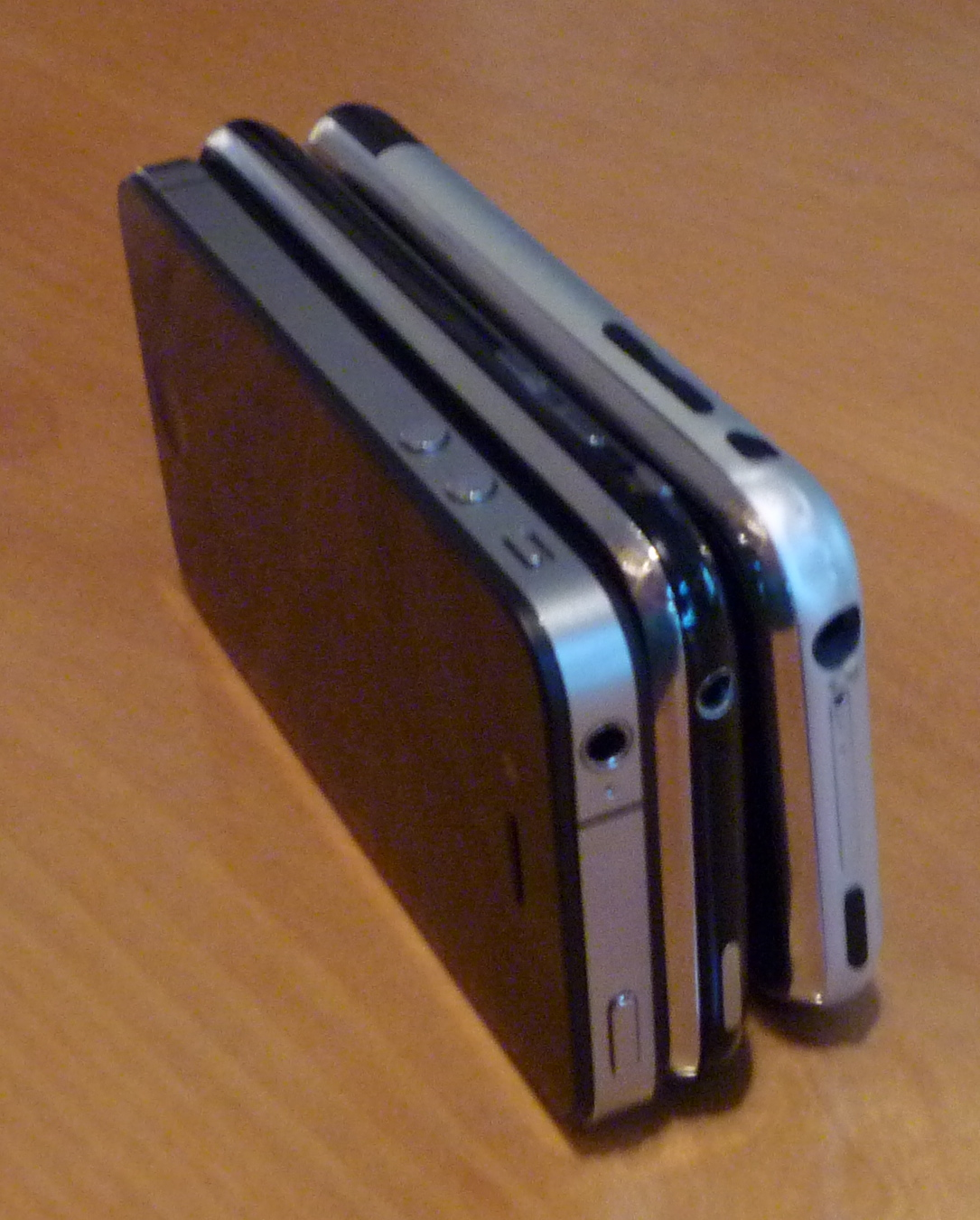
Разъёмы наушников и боковые кнопки на моделях iPhone 4, iPhone 3G, iPhone (слева направо)

Телефон имеет один динамик, решётка которого расположена на нижнем торце аппарата. Симметричная ему решётка на том же торце скрывает под собой микрофон. Если смотреть на лицевую панель аппарата, расположив его вертикально, то динамик будет находиться в нижней правой части, а микрофон — в нижней левой. В качестве музыкального плеера используется программа, визуально схожая с использующейся на плеерах iPod, но имеющая более широкую функциональность. Предусмотрена возможность просмотра видео. Не поддерживается популярный формат AVI, поэтому такое видео необходимо предварительно конвертировать в MP4 (в отдельных случаях срабатывает простое переименование). Также поддерживается видеоформат 3gp (в целом аппарат поддерживает только формат МР4, в который с помощью множества программ можно сконвертировать файл любого видеоформата). Для просмотра фильмов других форматов пользователи могут установить программы из App Store (многие из которых бесплатны).
Устройство оснащено фото- и видеокамерой на КМОП-матрице с разрешением 2 Мп (в iPhone 2G и 3G), 3 Мп (в iPhone 3GS), 5 Мп (в iPhone 4) или 8 Мп (в iPhone 4s, 5, 5s, 6 и 6 Plus), расположенной с тыльной стороны телефона. Начиная с iPhone 4 появилась фронтальная камера для видеоконференций. Автофокус и цифровое увеличение поддерживаются начиная с iPhone 3GS (в iOS 4.0). Запись видео поддерживается начиная с модели iPhone 3GS, однако iPhone предыдущих поколений могут записывать видео при помощи сторонних программ. Есть возможность создания нескольких альбомов, просмотра фотографий в режиме слайд-шоу, отправки одной или нескольких фотографий по электронной почте, MMS или iMessage, загрузки в iDisk, а начиная с версии iOS 5 реализована автоматическая загрузка всей фотоленты в iCloud (с целью резервного копирования и для мгновенного доступа к фотографиям и видео с других устройств, поддерживающих iCloud). Изображение можно удалить, установить в качестве обоев, сопоставить с контактом. При установке фотографии в качестве обоев или для контакта, её можно увеличить и выбрать необходимый фрагмент. В iPhone OS 3 появился редактор фотографий, имеется возможность отправлять по MMS фото или видео, предусмотрена возможность редактирования (обрезка начала и/или конца). В iOS 4.1 появилась возможность съёмки HDR-фотографий. В iOS 6.0 появился режим панорамной съёмки, доступный владельцам iPhone 4s и iPhone 5.

### Интернет
iPhone поддерживает GPRS (в том числе и EDGE), 3G, Wi-Fi а также 4G в iPhone 5 и новее. Встроена мобильная версия браузера Safari. Изначально технология Adobe Flash не поддерживается, однако при помощи дополнительных плагинов для Safari, которые можно установить через программу Cydia, предварительно выполнив джейлбрейк, появляется практически полноценная его поддержка. Полностью поддерживается большинство веб-стандартов (CSS, XHTML, JavaScript и другие).
Ориентирование положения страницы в зависимости от положения телефона в пространстве осуществляется автоматически благодаря встроенному акселерометру. При помощи мультитача осуществляется изменение масштаба веб-страницы.
iPhone не поддерживает Интернет на мобильном устройстве через USB-кабель с компьютера, на котором, например, доступен широкополосный доступ в Интернет.

### GPSиГЛОНАСС
iPhone 3G оснащён модулем GPS и поддерживает технологию A-GPS, ускоряющую инициализацию приёмника. GPS-модуль iPhone использует те же две антенны, что и для других радиомодулей — 3G, Wi-Fi, поэтому приём сигнала со спутников может быть неустойчивым. Имеется встроенное навигационное ПО «Карты», требующее постоянное подключение к Интернету и расход трафика. С выходом SDK 3 разработчикам разрешается использовать свои карты в программах, что даёт возможность реализации полноценной программы для навигации.
Начиная с iPhone 4s, смартфоны Apple наряду с GPS поддерживают систему глобального позиционирования ГЛОНАСС.

## Сравнение моделей

### Время работы от батареи, ч
| Модель                      | iPhone | iPhone | iPhone | iPhone | iPhone | iPhone | iPhone | iPhone | iPhone | iPhone | iPhone | iPhone  | iPhone | iPhone | iPhone | iPhone | iPhone | iPhone | iPhone | iPhone | iPhone | iPhone  | iPhone | iPhone | iPhone     | iPhone | iPhone  | iPhone | iPhone     | iPhone | iPhone  | iPhone | iPhone     | iPhone  |
| Модель                      | 2G     | 3G     | 3GS    | 4      | 4s     | 5      | 5c     | 5s     | 6      | 6 Plus | 6s     | 6s Plus | SE     | 7      | 7 Plus | 8      | 8 Plus | X      | XS     | XS Max | XR     | SE 2020 | 11     | 11 Pro | 11 Pro Max | 12     | 12 Mini | 12 Pro | 12 Pro Max | 13     | 13 mini | 13 Pro | 13 Pro Max | SE 2022 |
| --------------------------- | ------ | ------ | ------ | ------ | ------ | ------ | ------ | ------ | ------ | ------ | ------ | ------- | ------ | ------ | ------ | ------ | ------ | ------ | ------ | ------ | ------ | ------- | ------ | ------ | ---------- | ------ | ------- | ------ | ---------- | ------ | ------- | ------ | ---------- | ------- |
| Видео                       | 7      | 7      | 10     | 10     | 10     | 10     | 10     | 11     | 14     | 10     | 11     | 14      | 13     | 13     | 14     | 13     | 14     | 13     | 14     | 15     | 16     | 13      | 17     | 17     | 20         | 17     | 15      | 17     | 20         | -      | -       | -      | -          | -       |
| Музыка                      | 24     | 24     | 30     | 40     | 40     | 40     | 40     | 40     | 50     | 80     | 50     | 80      | 50     | 40     | 60     | 40     | 60     | 60     | 60     | 65     | 65     | 40      | 65     | 65     | 80         | 65     | 50      | 65     | 80         | -      | -       | -      | -          | -       |
| Просмотр веб-страниц: Wi-Fi | 6      | 6      | 9      | 10     | 9      | 10     | 10     | 11     | 12     | 10     | 11     | 12      | 13     | 12     | 13     | 12     | 13     | 12     | 12     | 13     | 15     | 12      | 17     | 19     | 20         | 19     | 15      | 19     | 20         | -      | -       | -      | -          | -       |
| Просмотр веб-страниц: 3G    | н/д    | 5      | 5      | 6      | 6      | 8      | 8      | 10     | 12     | 8      | 10     | 12      | 14     | 14     | 21     | 21     | 21     | 21     | 15     | 22     | 24     | 14      | 26     | 28     | 30         | 26     | 23      | 26     | 30         | -      | -       | -      | -          | -       |
| Просмотр веб-страниц: LTE   | н/д    | н/д    | н/д    | н/д    | н/д    | 8      | 10     | 10     | 10     | 12     | 10     | 12      | 14     | 14     | 21     | 21     | 21     | 21     | 15     | 22     | 24     | 14      | 26     | 28     | 30         | 26     | 23      | 26     | 30         | -      | -       | -      | -          | -       |
| 2G 3G время разговоров      | 8      | 10     | 12     | 14     | 14     | 8      | 10     | 10     | 14     | 24     | 14     | 24      | 20     | 20     | 24     | 22     | 24     | 21     | 20     | 25     | 25     | 20      | 27     | 28     | 30         | 27     | 24      | 27     | 30         | -      | -       | -      | -          | -       |
| В режиме ожидания           | 250    | 300    | 300    | 300    | 200    | 225    | 250    | 250    | 250    | 400    | 240    | 384     | 240    | 240    | 384    | 384    | 384    | 384    | 384    | 384    | 420    | 240     | 440    | 480    | 500        | 460    | 380     | 460    | 500        | -      | -       | -      | -          | -       |

### Объём флеш-памяти
| Модель | iPhone | iPhone | iPhone | iPhone | iPhone | iPhone | iPhone | iPhone | iPhone | iPhone | iPhone | iPhone  | iPhone | iPhone | iPhone | iPhone | iPhone | iPhone | iPhone | iPhone | iPhone | iPhone  | iPhone | iPhone | iPhone     | iPhone | iPhone  | iPhone | iPhone     | iPhone | iPhone  | iPhone | iPhone     | iPhone  |
| Модель | 2G     | 3G     | 3GS    | 4      | 4s     | 5      | 5C     | 5s     | 6      | 6 Plus | 6s     | 6s Plus | SE     | 7      | 7 Plus | 8      | 8 Plus | X      | XS     | XS Max | XR     | SE 2020 | 11     | 11 Pro | 11 Pro Max | 12     | 12 Mini | 12 Pro | 12 Pro Max | 13     | 13 Mini | 13 Pro | 13 Pro Max | SE 2022 |
| ------ | ------ | ------ | ------ | ------ | ------ | ------ | ------ | ------ | ------ | ------ | ------ | ------- | ------ | ------ | ------ | ------ | ------ | ------ | ------ | ------ | ------ | ------- | ------ | ------ | ---------- | ------ | ------- | ------ | ---------- | ------ | ------- | ------ | ---------- | ------- |
| 4 ГБ   | Да     | Нет    | Нет    | Нет    | Нет    | Нет    | Нет    | Нет    | Нет    | Нет    | Нет    | Нет     | Нет    | Нет    | Нет    | Нет    | Нет    | Нет    | Нет    | Нет    | Нет    | Нет     | Нет    | Нет    | Нет        | Нет    | Нет     | Нет    | Нет        | Нет    | Нет     | Нет    | Нет        | Нет     |
| 8 ГБ   | Да     | Да     | Да     | Да     | Да     | Нет    | Да     | Нет    | Нет    | Нет    | Нет    | Нет     | Нет    | Нет    | Нет    | Нет    | Нет    | Нет    | Нет    | Нет    | Нет    | Нет     | Нет    | Нет    | Нет        | Нет    | Нет     | Нет    | Нет        | Нет    | Нет     | Нет    | Нет        | Нет     |
| 16 ГБ  | Да     | Да     | Да     | Да     | Да     | Да     | Да     | Да     | Да     | Да     | Да     | Да      | Да     | Нет    | Нет    | Нет    | Нет    | Нет    | Нет    | Нет    | Нет    | Нет     | Нет    | Нет    | Нет        | Нет    | Нет     | Нет    | Нет        | Нет    | Нет     | Нет    | Нет        | Нет     |
| 32 ГБ  | Нет    | Нет    | Да     | Да     | Да     | Да     | Да     | Да     | Да     | Да     | Да     | Да      | Да     | Да     | Да     | Нет    | Нет    | Нет    | Нет    | Нет    | Нет    | Нет     | Нет    | Нет    | Нет        | Нет    | Нет     | Нет    | Нет        | Нет    | Нет     | Нет    | Нет        | Нет     |
| 64 ГБ  | Нет    | Нет    | Нет    | Нет    | Да     | Да     | Нет    | Да     | Да     | Да     | Да     | Да      | Да     | Нет    | Нет    | Да     | Да     | Да     | Да     | Да     | Да     | Да      | Да     | Да     | Да         | Да     | Да      | Нет    | Нет        | Нет    | Нет     | Нет    | Нет        | Да      |
| 128 ГБ | Нет    | Нет    | Нет    | Нет    | Нет    | Нет    | Нет    | Нет    | Да     | Да     | Да     | Да      | Да     | Да     | Да     | Да     | Да     | Нет    | Нет    | Нет    | Да     | Да      | Да     | Да     | Да         | Да     | Да      | Да     | Да         | Да     | Да      | Да     | Да         | Да      |
| 256 ГБ | Нет    | Нет    | Нет    | Нет    | Нет    | Нет    | Нет    | Нет    | Нет    | Нет    | Нет    | Нет     | Нет    | Да     | Да     | Да     | Да     | Да     | Да     | Да     | Да     | Да      | Да     | Да     | Да         | Да     | Да      | Да     | Да         | Да     | Да      | Да     | Да         | Да      |
| 512 ГБ | Нет    | Нет    | Нет    | Нет    | Нет    | Нет    | Нет    | Нет    | Нет    | Нет    | Нет    | Нет     | Нет    | Нет    | Нет    | Нет    | Нет    | Нет    | Да     | Да     | Нет    | Нет     | Нет    | Да     | Да         | Нет    | Нет     | Да     | Да         | Да     | Да      | Да     | Да         | Нет     |
| 1 ТБ   | Нет    | Нет    | Нет    | Нет    | Нет    | Нет    | Нет    | Нет    | Нет    | Нет    | Нет    | Нет     | Нет    | Нет    | Нет    | Нет    | Нет    | Нет    | Нет    | Нет    | Нет    | Нет     | Нет    | Нет    | Нет        | Нет    | Нет     | Нет    | Нет        | Нет    | Нет     | Да     | Да         | Нет     |

## iOS

iOS 7.1.3 на iPhone 5s

В iPhone установлена модифицированная версия Mac OS X, представляющая собой оригинальную операционную систему — «iOS». Аналогичная система установлена в плеере iPod touch и планшете iPad (с версии 1.13 для iPad используется отдельная операционная система, под названием IPadOS) с той лишь разницей, что из интерфейса удалены функции телефона и отправки SMS. Обновление на ключевые версии, например, с 1.0 на 2.0, с 2.0 на 3.0, для плееров iPod touch платное (в отличие от iPhone). Переход на версию операционной системы iOS 4 для iPod бесплатен.
Одним из главных недостатков iOS с момента её появления было отсутствие управления многозадачностью из интерфейса пользователя (однако с помощью стороннего ПО, требующего джейлбрейка, пользователь мог выполнять программы в фоновом режиме, так как ядро iPhone OS поддерживает многозадачность). В iOS версии 4 этот недостаток был исправлен. Управление многозадачностью было добавлено в интерфейс пользователя с использованием аппаратной кнопки на передней панели телефона для вывода списка выполняющихся приложений и переключения между ними. Для приложений, работающих в фоновом режиме, выделяется наименьшее количество ресурсов, благодаря чему увеличивается время работы телефона от аккумулятора. Для реализации многозадачности в сторонних приложениях была введена дополнительная функциональность для разработчиков, чтобы созданные ими приложения могли выполнять только «разрешённые» действия в фоновом режиме.
Кроме многозадачности, новая версия операционной системы получила более 100 новых функций, включая возможность создания папок и ярлыков на рабочем столе, поддержку беспроводной клавиатуры, возможность изменения фона рабочего стола (что в ранних версиях было возможным только при использовании сторонних программ). iOS 4 также обеспечивает кроссплатформенную поддержку всех устройств от Apple и интеграцию с iTunes. В аппаратах iPhone 3G после обновления операционной системы до iOS 4 функциональность будет в значительной степени ограничена, так, например, многозадачность в iPhone 3G без джейлбрейка отсутствует.
Возможность обновления до версии 4.0 получили iPhone 3GS и iPod Touch третьего поколения. Позднее, осенью 2010 года, операционная система стала доступной для владельцев iPad. С выходом iOS 4.2.1 было объявлено о переводе сервиса Find my iPhone в разряд бесплатных приложений для iPhone 4, iPad и будущих поколений.
В июне 2013 года в ходе WWDC была представлена сильно переработанная в плане дизайна и программно новая версия — iOS 7, став одной из самых спорных в истории iPhone.
Текущая версия операционной системы — 16.8. Поддерживается на iPhone 14, 14 Plus, 14 Pro, 14 Pro Max, 13, 13 mini, 13 Pro, 13 Pro Max, 12, 12 mini, 12 Pro, 12 Pro Max, 11, 11 Pro, 11 Pro Max, XS, XS Max, XR, X, 8, 8 Plus, SE (3-го поколения), SE (2-го поколения).

### Особенности интерфейса
В операционной системе iOS пользовательский интерфейс Cocoa был заменён на специальную мобильную версию, ориентированную на работу пальцами (без использования стилуса) с мультисенсорным экраном — Cocoa Touch, который разработан с возможностью управления исключительно пальцами, экран не реагирует на касания другими предметами.
Технология multitouch, позволяющая дисплею iPhone распознавать прикосновение до пяти пальцев одновременно, значительно облегчает взаимодействие пользователя с устройством: например, масштабирование изображения или веб-страницы. Выпускается большое количество адаптированных под данную технологию игр, интерфейс которых подобен интерфейсу портативной игровой консоли PSP с перенесёнными на экран элементами управления. Примером такого приложения может служить игра Terminator Salvation.
Благодаря встроенному акселерометру, при игре в авто- и авиасимуляторы (например, Need for Speed: Undercover и Tom Clancy's H.A.W.X.) поворот смартфона относительно перпендикулярной плоскости экрана оси выполняет функции руля.
Имеется встроенная возможность создания скриншотов одновременным нажатием кнопки выключения телефона и кнопки «Домой», результат при этом сохраняется в альбоме «Фотоплёнка».
В интерфейсе приложения iPod (начиная с iOS 5 переименовано в «Музыка») используется технология Cover Flow.

### Синхронизация с Mac или PC
До недавнего времени единственным официальным средством связи iPhone с компьютером была бесплатная программа iTunes, доступная для пользователей Windows и Mac OS X. Однако для пользователей операционных систем Linux существует ряд альтернативных способов синхронизации смартфона с компьютером, а начиная с версии iOS 5.0, для обновлений ОС компьютер не требуется вообще (все обновления могут быть скачаны непосредственно в телефон из iCloud).
Ещё один способ синхронизации — использование беспроводных сетей и операционной системы iOS с выполненным джейлбрейком. Способ синхронизации заключается в том, что в «разблокированной» операционной системе открывается доступ к файловой системе смартфона, после чего компьютер может подключиться к нему как к обычному накопителю. Начиная с версии 7.0 стала доступна синхронизация «по воздуху» — посредством сети Wi-Fi, с подключёнными к ней компьютером и телефоном.

## Взлом

### Джейлбрейк
Джейлбрейк (от англ. jail break) — процедура получения прав суперпользователя (аналог root-прав в операционных системах семейства Linux) в файловой системы iOS. Впервые был произведён Джорджем Хотцом (Geohot), хорошо известным в хакерской сфере. Джейлбрейк позволяет пользователю производить модификации iPhone, которые невозможны в заводском варианте.
Джейлбрейк был признан легальным с 2010 года, после пересмотра DMCA в Америке.

### Разблокировка
Разблокировка (англ. unlock, анло́к) — отвязка от оператора. Первую разблокировку сделал Джордж Хотц (Geohot) на своём iPhone первого поколения. Устройства, которые привязаны к оператору связи (AT&T, Sprint или Verizon), как правило, продаются по значительно сниженной цене.
Разблокировка стала незаконной с начала 2013 года, после пересмотра «Закона об авторском праве в цифровую эпоху» в Америке.

## Программы для iPhone
Также в новой версии iPhone было обновлено соединение микрофона и материнской платы, что позволило считывать дыхание и сердцебиение (при использовании Apple Watch) влияющие на действия с Apple Pay.

### Встроенные программы
Изначально на iPhone установлены следующие программы, не связанные напрямую с функциями телефона:
- App Store — магазин приложений и игр.
- Калькулятор — калькулятор с поддержкой четырёх основных арифметических действий и одной ячейкой памяти. В iPhone OS 2.0 (и последующих) добавлен инженерный режим работы калькулятора при альбомной ориентации iPhone с поддержкой более сложных функций, а также расширение функциональности базового режима программы[92].
- Календарь — календарь-ежедневник. Может быть синхронизирован с программой iCal, Microsoft Outlook, сервисами MobileMe, iCloud и Google Календарь.
- Часы — часы с поддержкой часовых поясов, будильника (с возможностью независимой настройки нескольких будильников), секундомера и таймера[93].
- Карты — изначально версия проекта Google Maps, оптимизированная для iPhone. Возможность поиска на карте по адресу или телефону, прокладка оптимального маршрута с учётом дорожного движения, вид со спутника и другие функции. Web-версии проекта[94]. С iOS 6 карты Google были заменены на карты Apple.
- Mail — почтовый клиент. Поддержка Microsoft Exchange, Mobile me, Gmail, Yahoo mail, AOL. Имеются возможности удаления одного или нескольких писем, пересылки, отправки скрытой копии[95][96].
- Заметки — написание и хранение заметок. Начиная с iPhone OS 3.0 есть поддержка синхронизации заметок и ландшафтного режима работы приложения, а начиная с iOS 4.2 появилась возможность выбора шрифта из трёх заранее предустановленных.
- Диктофон — появился в прошивке версии 3.0, позволяет делать голосовые заметки.
- Поиск — появился в прошивке версии 3.0, экран меню («SpringBoard») под «нулевым» номером. Позволяет выполнять поиск по всему iPhone, включая сторонние программы, которые поддерживают эту технологию. С версии прошивки 4.0 возможен быстрый поиск в основных поисковых службах Интернета, а также в Википедии[97]. Начиная с версии iOS 7.0 вызывается сдвигом домашнего экрана вниз.
- Погода — текущая погода в заданных городах и прогноз погоды на 7 дней. Приложение по дизайну и функциональности практически полностью совпадает с одноимённым виджетом Mac OS X. Данные о погоде загружаются с сервера Yahoo!.
- Фото — менеджер фотографий, предоставляющий возможность просматривать фотографии в различном размере и при обеих ориентациях экрана, поворачивать, увеличивать и уменьшать их. Интерфейс взаимодействия широко использует технологию Multitouch: для перехода к следующей фотографии можно использовать жест перелистывания, для уменьшения или увеличения фотографии нужно соответственно сдвинуть или раздвинуть два пальца. Фотографии могут быть организованы в альбомы, возможен просмотр в режиме слайд-шоу. Фото синхронизируется с программами iPhoto и Aperture на Mac OS X, также можно импортировать фотографии из папки на компьютере, что актуально для пользователей других операционных систем и фото-органайзеров.
- Safari — браузер для iPhone. Основная особенность Safari — возможность просматривать веб-страницы в полноразмерной версии без подгонки к ширине экрана (вместо этого применяется масштабирование всего содержимого страницы). Пользователь имеет возможность увеличить любую часть страницы с помощью стандартных жестов iPhone. Также в Safari реализована поддержка вкладок, благодаря чему можно одновременно загружать и просматривать несколько страниц. В связи с этими и другими особенностями Safari был признан двумя сетевыми изданиями одним из лучших браузеров для смартфонов на 2008 год[98]. Safari основан на движке WebKit, что является одновременно и положительной, и отрицательной его стороной. К недостаткам Safari относятся отсутствие поддержки Java-апплетов и Adobe Flash, однако эти недостатки несложно исправить сторонними плагинами.
- Акции — виджет для слежения за курсами акций и валют.
- Советы — приложение, содержащее советы по использованию iOS.
- Подкасты — приложения для загрузки, покупки и прослушивания подкастов.
- News (недоступно в России) — новостной агрегатор.
- Game Center — игровой центр, в котором хранятся личные достижения и рекорды в играх. Возможен просмотр таблицы рекордов друзей, добавленных через Game Center.
- Wallet — виртуальный кошелёк для хранения банковских карт, купонов, авиабилетов.
- Найти iPhone — приложение для поиска iPhone, iPad или iPod, а также их дистанционной блокировки и удаления содержимого.
- Сообщения — приложение для отправки и приёма сообщений посредством SMS и MMS или через сервис iMessage.
- Телефон — приложение для совершения и принятия звонков по сотовой сети.
- Напоминания — диспетчер задач, позволяющий создавать напоминания с параметрами исполнения (время, место и др.).
- FaceTime — сервис для совершения аудио- и видеозвонков между абонентами, также использующими FaceTime.
- Здоровье — приложение, в котором собираются данные о физическом состоянии пользователя посредством датчиков телефона или фитнес-трекеров. Доступна возможность вносить данные самостоятельно.
- Контакты — записная книжка для телефонных номеров, а также email-адресов.
- Камера — приложение для съёмки фото и видео.
- Дом — приложение для управления умным домом, добавлен в iOS 10.

### Веб-приложения
Первоначально, до выпуска iPhone SDK, компания Apple советовала пользователям использовать веб-приложения вместо специальных программ, созданных для iPhone. Веб-приложение — специально сформированная веб-страница, созданная для просмотра специально на iPhone. Часто интерфейс веб-страницы был похож на стандартный интерфейс iPhone, чтобы казаться более интегрированным в систему. Специально для iPhone страницы могли содержать дополнительный код, устанавливающий, например, значок при сохранении ярлыка веб-страницы в меню.
До сих пор существует много веб-приложений, доступных для использования. Большинство из них — развлечения и игры.

### iPhone SDK
iPhone имеет операционную систему, оптимизированную под небольшой экран и сенсорное управление пальцем (а также мультитач). Процесс написания и отладки программ облегчает среда для разработчиков — iPhone SDK. Это пакет из нескольких программ, которые могут понадобиться для создания приложения на iPhone. В их числе:
- Xcode — написание основного кода, отладка, эмуляция работы iPhone для запуска и тестирования программ.
- Interface Builder — создание интерфейса программы, связь между событиями интерфейса и кодом программы.
- Instruments — анализ эффективности использования ресурсов, нагрузки на процессор; сохранение дампа памяти и анализ кода в каждый момент его исполнения для последующего анализа и оптимизации.

## iPhone в культуре
Смартфоны iPhone различных поколений появляются во многих фильмах и сериалах, но в большинстве случаев модель телефона никак не связана с сюжетом и выбрана скорее случайно. Но в некоторых фильмах и сериалах смартфоны iPhone выбирались намеренно и с ними связаны либо отдельные реплики героев, либо части сюжета (например, эпизод сериала «Теория Большого взрыва», где доктор Кутрапали влюбился в голосовую помощницу iPhone — Siri). В российском фильме «Чёрная молния» iPhone служит символом жизненного успеха, что является примером размещения рекламы.
В художественно-публицистической книге С. Черткова «Повесть о потерянном времени, или Философические записки оператора», посвящённой будням колл-центра крупного российского сотового оператора, описывается начало продаж смартфонов iPhone в России и связанные с этим опасения сотрудников компании, нашедших в смартфонах множество недостатков.
В 2017 году известный режиссёр Стивен Содерберг снял свою новую киноленту полностью на камеру iPhone. Картина имеет рабочее название Unsane («Невменяемый»). Премьера этого экспериментального проекта состоялась 23 марта 2018 года.
Статья про смартфон iPhone есть в 6-м томе книги «Намедни. Наша эра» Леонида Парфёнова в числе одного из исторических феноменов.

## Критика

### Технические аспекты
iPhone нередко подвергают критике за отсутствие или недостаточно своевременную реализацию некоторых функций, типичных для смартфонов такой ценовой категории, а также за ограничение свободы использования. Основные возражения следующие:
- Отсутствие шаблонов для SMS-сообщений, нет возможности добавления сообщений в архив, создания своих папок и поиска сообщений[101].
- Ограниченная возможность для написания программ для iPhone: полноценные программы, написанные с помощью iPhone SDK, могут распространяться только через App Store. Как и в других магазинах приложений (например, в Google Play), разработчик получает 70 % от стоимости программы[102]. При этом Apple оставляет за собой право отказать разработчику в публикации приложения, если сочтёт его содержание оскорбительным или непристойным, что практически гарантирует отсутствие в App Store приложений вредоносного или сомнительного содержания[103]. Известны случаи отклонения сторонних программ, которые, по словам Apple, дублировали функциональность предустановленных приложений iPhone (например, Podcaster, MailWrangler). Тем не менее, на сегодня App Store — это крупнейший магазин приложений для мобильных устройств с более чем полумиллионом программ, а практически любое встроенное в iPhone приложение, будь то iTunes или Mail, имеет массу альтернативных аналогов в App Store.
- Отсутствие встроенного кардридера и, как следствие, невозможность увеличения памяти и использования сменных носителей данных.
- Некоторыми пользователями[кем?] критикуется программа iTunes (доступная только для Windows и macOS), являющаяся единственным официальным средством управления iPhone с компьютера. Начиная с версии iOS 5.0, iTunes более не требуется для активации телефона, обновлений ОС и резервного копирования (все эти операции выполняются через беспроводное подключение к iCloud).
- Невозможность записи телефонных разговоров в штатной системе (на отдельных территориях могут действовать законодательные ограничения).
- Популярные мобильные приложения, включая Google Maps и Angry Birds, отправляют сведения о персональной информации пользователя[104] в сеть. Эти данные могут быть перехвачены спецслужбами.
- «Ошибка 53» может быть угрозой для пользователей iPhone 6 после обновления до iOS 9. При появлении проблем, например, с кнопкой Home, владельцам этой модели смартфонов рекомендуется обращаться только к сервисным специалистам, представляющим Apple. В ряде случаев ремонта в неофициальных сервисных центрах возникающая «ошибка 53» потенциально способна привести к необратимым изменениям[105].

### Экологические аспекты
Экологичность iPhone не устраивает «Гринпис», однако Apple опровергает использование вредных для человека и окружающей среды материалов. По состоянию на октябрь 2011 года Apple находилась на шестом месте в отчёте «Guide to Greener Electronics», в который тогда входили 18 крупнейших производителей компьютеров и телефонов. По состоянию на ноябрь 2012 в группу входили 16 компаний, Apple занимала шестое место.

### Умышленное замедление старых iPhone
Пользователи заметили, что износ аккумулятора сильно отражается на скорости работы устройства. Позже представители компании подтвердили, что Apple действительно снижает производительность iPhone со старым аккумулятором, и извинились перед своими клиентами за замедление работы. Во всех моделях, начиная с iPhone 6 c установленной iOS 12 и старше, есть возможность отключить замедление в настройках аккумулятора, но это может негативно сказаться на стабильности работы устройства.

## География продаж iPhone
Ниже приведён список стран, в которых iPhone продаётся официально.
- Австралия
- Австрия
- Аргентина
- Армения
- Азербайджан
- Бельгия
- Болгария
- Бразилия
- Великобритания
- Венесуэла
- Вьетнам
- Гватемала
- Германия
- Гондурас
- Гонконг
- Греция
- Дания
- Доминиканская Республика
- Египет
- Израиль
- Индия
- Индонезия
- Ирландия
- Испания
- Италия
- Камерун
- Канада
- Китайская Республика
- Китай
- Колумбия
- Латвия
- Литва
- Лихтенштейн
- Люксембург
- Мадагаскар
- Северная Македония
- Малайзия
- Марокко
- Мексика
- Молдова
- Нигер
- Нидерланды
- Новая Зеландия
- Норвегия
- ОАЭ
- Парагвай
- Перу
- Польша
- Португалия
- Республика Корея
- Румыния
- Сальвадор
- Сингапур
- Словакия
- США
- Тринидад и Тобаго
- Тунис
- Турция
- Уганда
- Украина[113]
- Уругвай
- Филиппины
- Финляндия
- Франция
- Хорватия
- Чехия
- Черногория
- Чили
- Швейцария
- Швеция
- Эквадор
- Эстония
- ЮАР
- Япония